# 에콜 상트랄 낭트
에콜 상트랄 낭트(Ecole Centrale de Nantes)는 1919년 설립된 프랑스의 공학계열 그랑제콜 고등연구교육기관 중 하나이다. 유럽 선도 공과대학 T.I.M.E. 네트워크, 상트랄 대학원 연합, 그리고 AEROTECH 연합을 구성하는 프랑스의 주요 공과대학원 중 하나이며 현재 캠퍼스는 파리에서부터 기차 2시간가량 거리에 떨어진 낭트에 위치하고 있다.

## 역사
에콜 상트랄 낭트는 프랑스의 조선 산업 및 건설업을 이끌어갈 공학자들을 양성하기 위해 1919년 8월 낭트에 설립되었다.(설립 당시 기관 명칭: Insitut Polytechnique de l'Ouest)

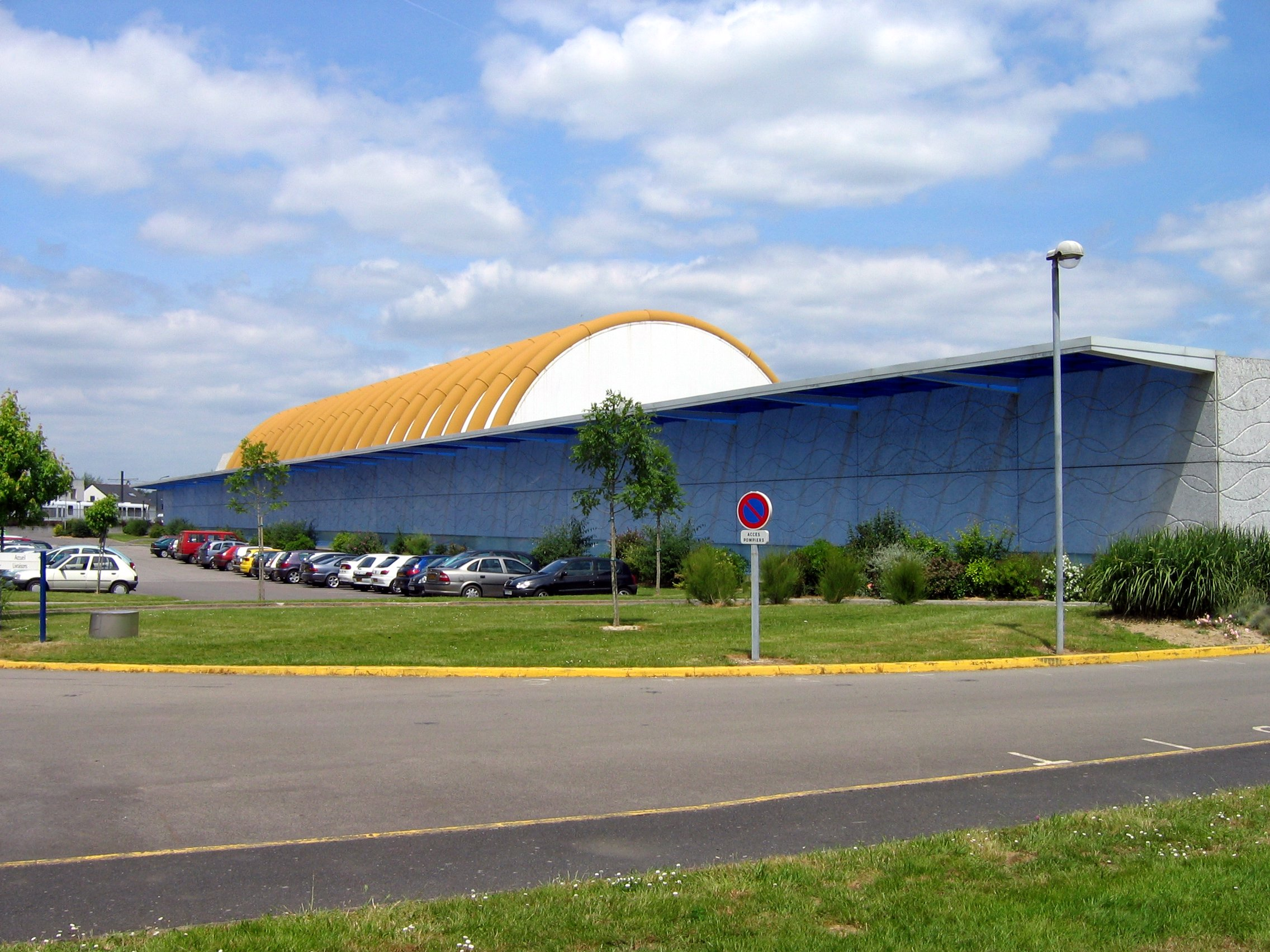
에콜 상트랄 낭트

## 같이 보기
- 상트랄 대학원 연합
- 프랑스의 교육
- 낭트